# Duiquer de Weyns
El duiquer de Weyns (Cephalophus weynsi) és un minúscul duiquer que viu a la República Democràtica del Congo, Uganda i l'oest de Kenya.
Els duiquers de Weyns adults pesen una mitjana de 15 quilograms, amb una alçada a l'espatlla d'uns 43 centímetres. Tenen un pelatge rogenc.
Aquest duiquer viu en selves pluvials de planes i montans.